# 鉄塔 武蔵野線
『鉄塔 武蔵野線』（てっとう むさしのせん）は、銀林みのるの小説、およびそれを原作とした映画作品。小学生の少年が、送電線の鉄塔を探訪しながらそのルーツ（源流）を辿っていく物語である。武蔵野線とは実在する送電線ルートの名称であり、鉄道路線の武蔵野線と物語の接点はない。なお、モデルになった送電線の武蔵野線（当時）は新座付近で鉄道の武蔵野線と交差している。
「鉄塔武蔵野線」と表記されることもあるが、「鉄塔 武蔵野線」と空白を入れるのが正式名称である。

## 概要
この作品は第6回日本ファンタジーノベル大賞を池上永一の『バガージマヌパナス』と共に受賞した。選考委員の荒俣宏は「一作にして『鉄塔文学』というジャンルを創ってしまった」と評価している。1994年12月、新潮社より単行本化される。その後映画化と同時に、新潮文庫から文庫版が発行された。なお文庫版では、一部加筆されているほか、著者の意向により作品の結末が変えられている。
その後絶版となっていたが、2007年9月にソフトバンク文庫から再版された。この際にも一部加筆されており、この結果ハードカバー版、新潮文庫版、ソフトバンク文庫版それぞれ僅かながらも物語の内容が異なる。

### あらすじ
小学5年生の見晴は父の転勤に伴い、2学期から北多摩に引っ越すことになっていた。夏休みのある日、見晴は近所の鉄塔に「武蔵野線 75-1」と表記されていることに気付き、かつての鉄塔への思いが甦る。そして、小学3年生の暁（あきら、以降「アキラ」と表記）と共に1号鉄塔にあるとされる「原子力発電所」を目指し、鉄塔の真下の「結界」に手製のメダル（王冠を利用したもの）を埋めながら、冒険に出る。途中、工事現場の作業員に怒鳴られたり、自転車がパンクしたりしつつも、2人は冒険を続ける。しかし、23号鉄塔付近で日が暮れてしまう。野宿し、「原子力発電所」へ向かうという見晴と、自宅へ帰るというアキラは仲間割れを起こす。翌日、見晴は一人で「原子力発電所」を目指す。しかし、「原子力発電所」を目前にした4号鉄塔付近で、鉄塔保守課の巡視員に見つかり、家へ連れ戻されてしまう……。
季節が秋に変わる頃、見晴の北多摩の新居に、黒塗りのリムジンが停車した。中から、一人の紳士が降り立ち、見晴の家の呼び鈴を押した。見晴を乗せて発車したリムジンはアキラの家に立ち寄り、無事再会を果たした2人を乗せて出発したリムジンが到着した場所とは……

### 登場人物
環見晴（たまき みはる）
この物語の主人公で、小学5年生の少年。幼い頃千葉県千葉市に住んでおり、総武線の車内から送電線の鉄塔を眺めるのが好きだった。その後武蔵野に引っ越してから鉄塔への興味は薄れるが、内心では鉄塔のことを考えており、暁を誘い武蔵野線を冒険する。
磨珠枝暁（ますえだ　あきら）
小学3年生の少年。見晴の親友。見晴と共に、武蔵野線を冒険する。しかし、23号鉄塔での葛藤で鉄塔に興味がないことが分かってしまう。作中では「アキラ」と表記されている。
見晴の父
見晴が幼い頃、見晴をつれて鉄塔を見に行っていた。
暁の母　
いわゆるキャリアウーマンで、運動神経がよく、背が高い。見晴が憧れている。作中では「アキラのママ」と表記されている。
果平晃一郎（かびら　こういちろう）
日向丘変電所所長。
ミヤザワヤスオ（みやざわ　やすお）
36号鉄塔 - 33号鉄塔の間で、見晴達「鉄塔調査隊」の仲間に入る少年。グリコのTシャツを着ている。33号結界では見晴の作ったメダルをヤスオが埋めて、2人と別れた。

### 地名の標記など
「武蔵野線」は下記の通り、実在する送電線である。作中では、送電線の名（武蔵野線以外の送電線含む）や鉄道路線名は実際のものが用いられているが、変電所名と地名は架空のものに変えられている。また、ハードカバー版第9章に登場する日向丘変電所建屋の内部設備は、全て架空のものである。

### 掲載写真
この作品の日本ファンタジーノベル大賞の応募原稿は、実際の武蔵野線鉄塔を撮影した500枚以上の写真プリントが貼付された分厚いものであり、選考委員を驚かせた。単行本化にあたって、そのうち340枚の写真が掲載された。その後の新潮文庫版にはやや枚数を増やし、全鉄塔・鉄塔看板・結界の写真が掲載されたが巻末にまとめて収録する形となり、両者とも著者としては不満足なものであった。2007年のソフトバンク文庫からの再版では全ての写真が著者指定のレイアウトで収録された。このことがソフトバンク文庫版が「完全版」と言われる所以である。

### ISBN
- 単行本 ISBN 410402001X
- 新潮文庫 ISBN 4101383219
- ソフトバンク文庫 ISBN 4797342641

## 映画

### 概要
1995年8月1日から撮影が始まり、1997年6月28日に劇場公開された。伊藤淳史の子役時代の作品であり、初主演作でもある。原作者である銀林は、映画のロケハンに付き添っている。1997年度芸術選奨優秀映画作品賞長編映画部門に選出されている。

### あらすじ
小学6年生の見晴は両親の離婚に伴い、2学期から母方の実家のある長崎県南高来郡加津佐町に引っ越すことになっていた。夏休みのある日、見晴は近所の鉄塔に「武蔵野線 71」と表記されていることに気付き、小学4年生の暁と共に1号鉄塔を目指す冒険に出る。

### キャスト
- 伊藤淳史 - 環見晴
- 内山眞人 - 磨珠枝暁
- 菅原大吉 - 環晴男
- 麻生祐未 - 環真名子
- 近内仁子 - 暁のママ
- 小野田英一 - 晴男の兄
- 田口トモロヲ - 鉄塔巡視員
- 塩野谷正幸 - 変電所作業員
- 梅垣義明 - トガさん

### スタッフ
- 監督・脚本・編集 - 長尾直樹
- 製作 - 岩沢清、井上弘道、長尾直樹、岡本東郎
- 主題歌 - 「SAJA DREAM」おおたか静流（アルバム「LOVETUNE」収録）
- 撮影監督 - 渡部眞

## 実在の武蔵野線
この作品の舞台となった送電線「武蔵野線」は、埼玉県日高市の中東京変電所を起点とし、同県狭山市、川越市、入間郡三芳町、所沢市、東京都清瀬市、埼玉県新座市を経由し東京都保谷市（現西東京市北町）の武蔵野変電所を結ぶ、東京電力の送電線（交流154kv級）であった。
後に、中東京変電所〜新座変電所間に武蔵赤坂開閉所が新設されたことと、途中の新座変電所建屋に送電線が引き込まれたことから、2001年に中東京変電所～武蔵赤坂開閉所間が武蔵赤坂線、武蔵赤坂開閉所～新座変電所間が武蔵野連絡線、新座変電所～武蔵野変電所間が武蔵野線の3つに分割された。
2020年現在、先に武蔵野連絡線が廃止され、その後武蔵野変電所を結ぶ武蔵野線も廃止された。現存するのは中東京変電所～武蔵赤坂開閉所間の武蔵赤坂線のみである。なお、物語に登場する旧75-1号を含む一部区間は撤去されず、「堀ノ内線」に改称された。